# مرزة إيلز
مُرزة إيلز أو عُقيب إيلز (الاسم العلمي: Circus eylesi)، طائر جارح منقرض كان يعيش في نيوزيلندا. سمي هذا النوع على جيم إيلز، عالم حفريات والمدير السابق لمتحف مقاطعة نيلسون ومتحف الساحل الغربي.